# 道場駅
道場駅（どうじょうえき）は、兵庫県神戸市北区道場町生野にある、西日本旅客鉄道（JR西日本）福知山線の駅である。駅番号はJR-G60。
無人駅（宝塚駅の被管理駅）で、アーバンネットワークおよび「JR宝塚線」の愛称区間、ICOCAの利用可能エリアに含まれている（相互利用ICカードはICOCAの項を参照）。かつては、駅前の酒屋で乗車券類を発売する簡易委託駅として営業していた。

## 歴史
当駅は福知山線内では唯一神戸市内に立地しているが、JRの旅客営業規則における「神戸市内」の駅に設定されていない。これは従来、当駅周辺が神戸市ではなく有馬郡道場村であり、1951年7月1日に神戸市兵庫区に編入された経緯があることや（1973年8月1日に現在の神戸市北区に再編入）、他の「神戸市内」の対象駅であるJR神戸線の甲南山手駅 - 舞子駅間の各駅から大きく離れており、運賃の設定が煩雑になることなどが理由である。
- 1899年（明治32年）1月25日：阪鶴鉄道の有馬口駅（現在の生瀬駅） - 三田駅間延伸により開業[1]。旅客・貨物の取り扱いを開始[2]。
- 1907年（明治40年）8月1日：阪鶴鉄道国有化[3]。帝国鉄道庁の駅となる。
- 1909年（明治42年）10月12日：線路名称制定。阪鶴線所属駅となる。
- 1912年（明治45年）3月1日：線路名称改定[3]。阪鶴線の福知山駅以南が福知山線に改称し、当駅もその所属となる[3]。
- 1971年（昭和46年）3月1日：荷物扱い廃止[4]。旅客の取り扱いについては駅員無配置駅となる[5]。
- 1974年（昭和49年）10月1日：小荷物扱い再開[2]。
- 1976年（昭和51年）10月1日：再び小荷物扱い廃止[2]。
- 1981年（昭和56年）4月1日：貨物の取り扱いが廃止[2]。
- 1986年（昭和61年）8月1日：新線切り替えに伴い、駅舎改築[1]。
- 1987年（昭和62年）4月1日：国鉄分割民営化により、西日本旅客鉄道（JR西日本）の駅となる[3]。
- 1988年（昭和63年）3月13日：路線愛称の制定により、「JR宝塚線」の愛称を使用開始。
- 1998年（平成10年）1月19日：自動改札機を設置し、供用開始[6]。
- 2000年（平成12年）6月：ロータリー、駐輪設備などを含めた駅前広場が完成。
- 2003年（平成15年）11月1日：ICカード「ICOCA」の利用が可能となる[7]。簡易型自動改札機で対応。
- 2011年（平成23年）3月8日：JR宝塚・JR東西・学研都市線運行管理システム導入と接近メロディ導入。
- 2018年（平成30年）3月17日：当駅に駅ナンバリング「JR-G60」が導入され、使用を開始。
- 2020年（令和2年）3月14日：ダイヤ改正に伴い新設された区間快速の停車駅となる[8]。

## 駅構造

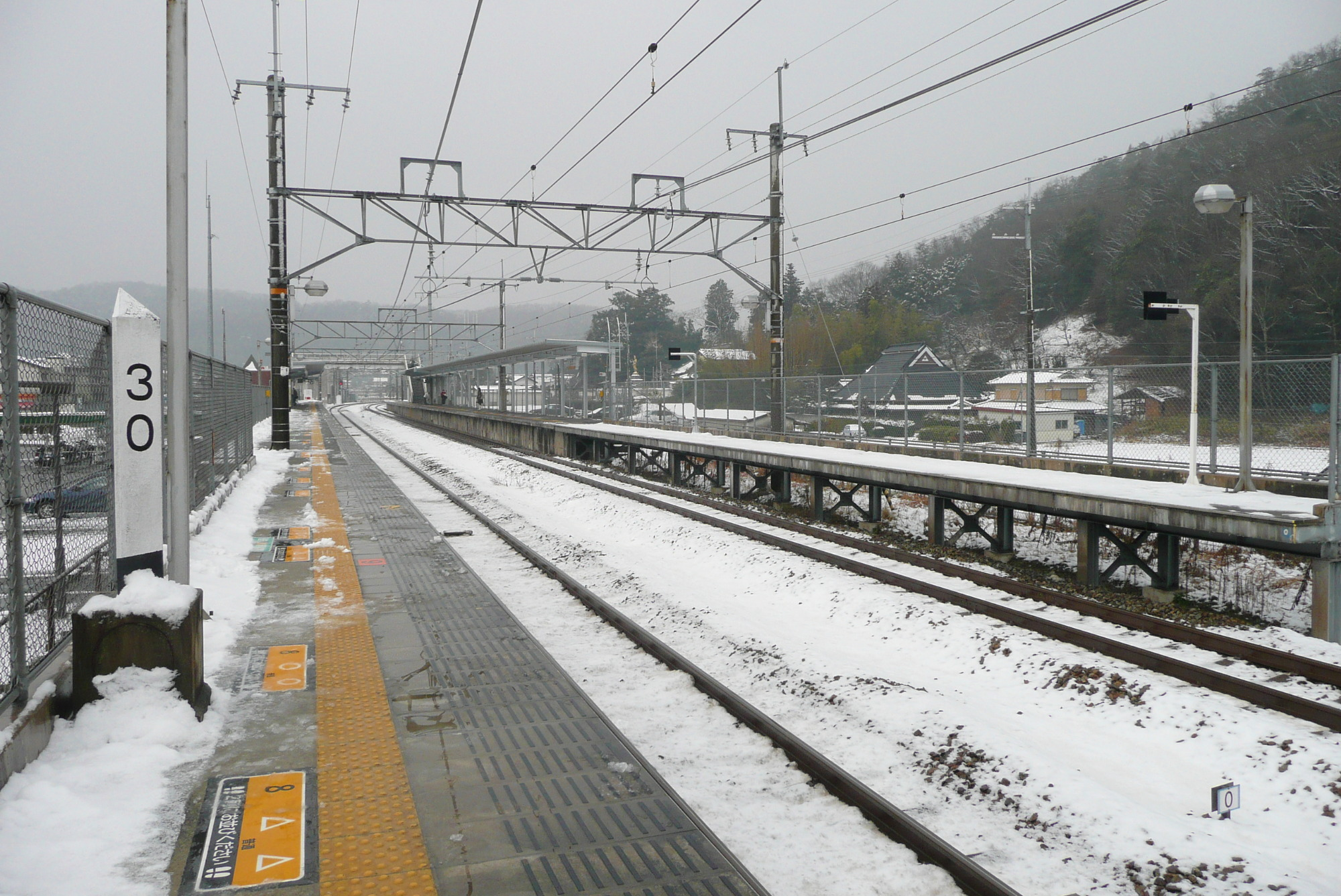
ホーム（2008年2月）

相対式2面2線のホームを持つ地上駅。分岐器や絶対信号機を持たないため、停留所に分類される。
駅舎は南の1番のりば側にあり、反対側の2番のりばへは屋根のない跨線橋で連絡している。2番のりばへの移動手段は跨線橋のみで、跨線橋にはエレベーターなどが設置されていないため、車椅子の使用者などが2番のりばに行くには困難を伴う。
ホームと駅前の地平部は2m程の高低差があり、階段やスロープを通って出入りする。スロープは駅舎を通らずに直接1番のりばと接続しているが、乗車券類を持たずに無札のまま列車に乗車した場合は、車内で車掌に申し出て乗車券を購入する必要がある。
駅舎には直立型のボタン式自動券売機と、ICOCAなどのICカード乗車券に対応した自動改札機（集札機能のない簡易型）が設置されている。また、改札口コールシステムが導入されているほか、行先表示器（2列車分を表示できるタイプ）が改札口と各ホームに設置されている。
北隣の三田駅前のペデストリアンデッキにある「三田市総合案内所」（キッピーナビ）には、私設による当駅の駅スタンプが設置されている。

### のりば
| のりば | 路線     | 方向 | 行先                   |
| ------ | -------- | ---- | ---------------------- |
| 1      | JR宝塚線 | 下り | 三田・篠山口方面       |
| 2      | JR宝塚線 | 上り | 宝塚・大阪・北新地方面 |

## ダイヤ
日中時間帯は上下線共に、新三田駅（一部は篠山口駅） - 大阪駅間で運行される区間快速が毎時4本発着する。区間快速は2020年3月14日のダイヤ改正でこの時間帯に停車していた普通を置き換えたもので、当駅を含む川西池田駅以北では各駅に停車し、上り（尼崎駅）方面の列車は川西池田駅で普通と接続する。
日中以外の時間帯は普通が停車する。区間快速と同様に主に新三田駅（一部は篠山口駅・福知山駅）発着で、JR京都線に直通する列車（主に高槻駅発着）が中心だが、朝や深夜にはJR東西線や学研都市線（北新地駅・京橋駅）方面に直通する列車もある。

## 利用状況
平日は通勤・通学客、休日は近隣の百丈岩などに行く観光客の一定の利用がある。
「兵庫県統計書」によると、近年の1日平均乗車人員は以下の通りである。 
| 年度   | 1日平均 乗車人員 |
| ------ | ---------------- |
| 1995年 | 739              |
| 1996年 | 830              |
| 1997年 | 876              |
| 1998年 | 1,074            |
| 1999年 | 1,104            |
| 2000年 | 1,118            |
| 2001年 | 1,128            |
| 2002年 | 1,180            |
| 2003年 | 1,178            |
| 2004年 | 1,160            |
| 2005年 | 1,130            |
| 2006年 | 1,133            |
| 2007年 | 1,151            |
| 2008年 | 1,177            |
| 2009年 | 1,151            |
| 2010年 | 1,154            |
| 2011年 | 1,142            |
| 2012年 | 1,132            |
| 2013年 | 1,094            |
| 2014年 | 1,031            |
| 2015年 | 991              |
| 2016年 | 998              |
| 2017年 | 1,007            |
| 2018年 | 955              |
| 2019年 | 911              |
| 2020年 | 701              |
| 2021年 | 681              |

## 駅周辺

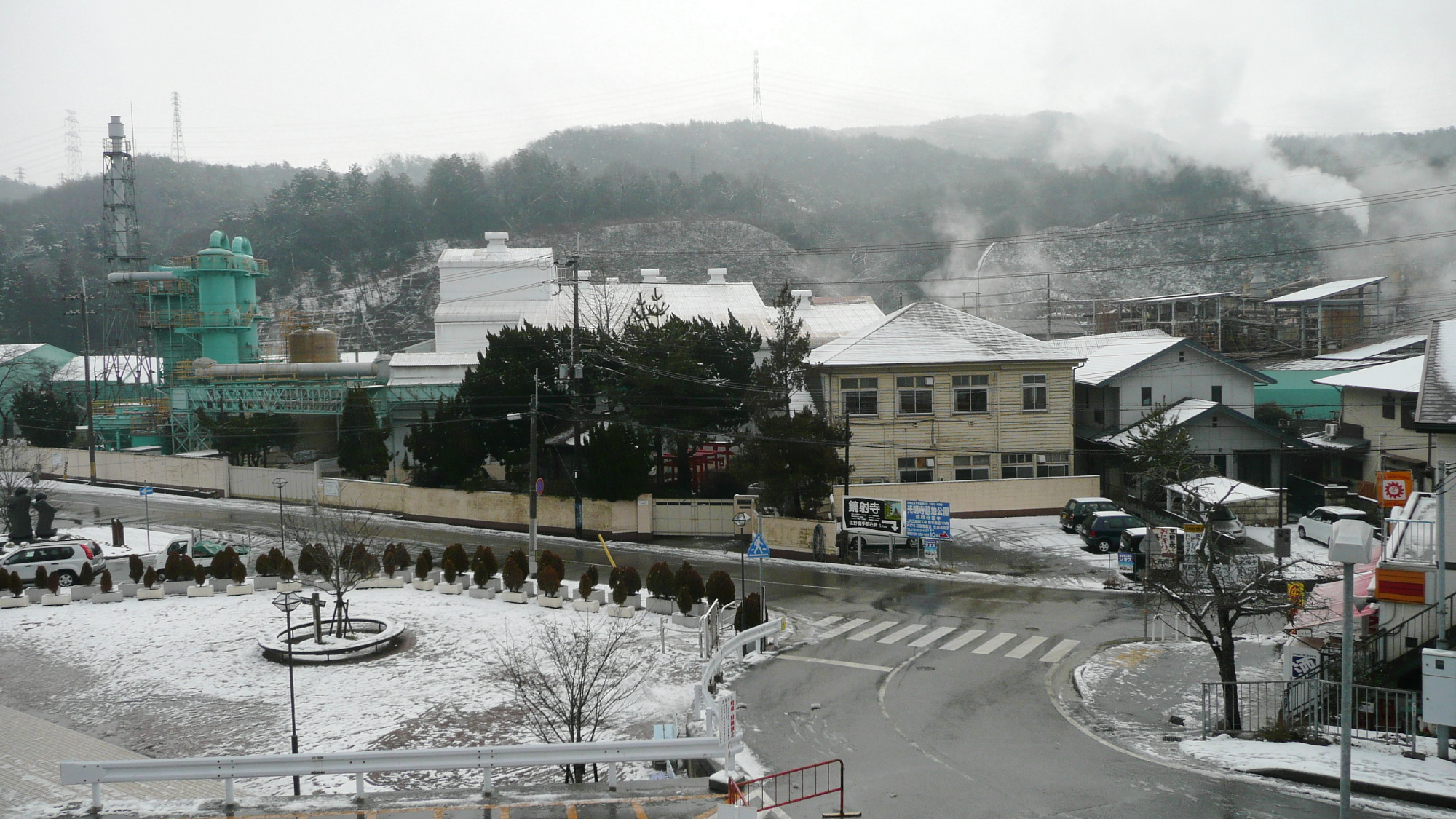
駅前（2008年2月）

駅前は工場と住宅が雑然と入り混じり、駅から離れていくと田園地帯が広がっている。
- 富士チタン工業 神戸工場[10]
- 生野自治会館
- 太福寺
- 千苅水源池[1]
- 千苅ダム[注釈 3]
- 千苅浄水場
- 生野中央公園
- 鎌倉峡

百丈岩、不動岩、烏帽子岩、駒形岩などは、フリークライミングやアルパイン・クライミングのためのスポットとして活用されている。
- 兵庫県道327号切畑道場線

道場町内には神戸電鉄三田線の神鉄道場駅もあるが、当駅からは六甲山系を挟んで西に4kmほど離れており、別の駅である。また1913年（大正2年）に開業し、1943年（昭和18年）に休止された有馬線には新道場駅が存在した。

## 隣の駅
西日本旅客鉄道（JR西日本）
 JR宝塚線（福知山線）
■丹波路快速・■快速
通過
■区間快速・■普通
武田尾駅 (JR-G59) - 道場駅 (JR-G60) - 三田駅 (JR-G61)